# Lhodrag
Lhodrag, även känd som Lhozhag, är ett härad (dzong) som lyder under Lhoka i Tibet-regionen i sydvästra Kina.